# ヨーロピアン・ル・マン・シリーズ

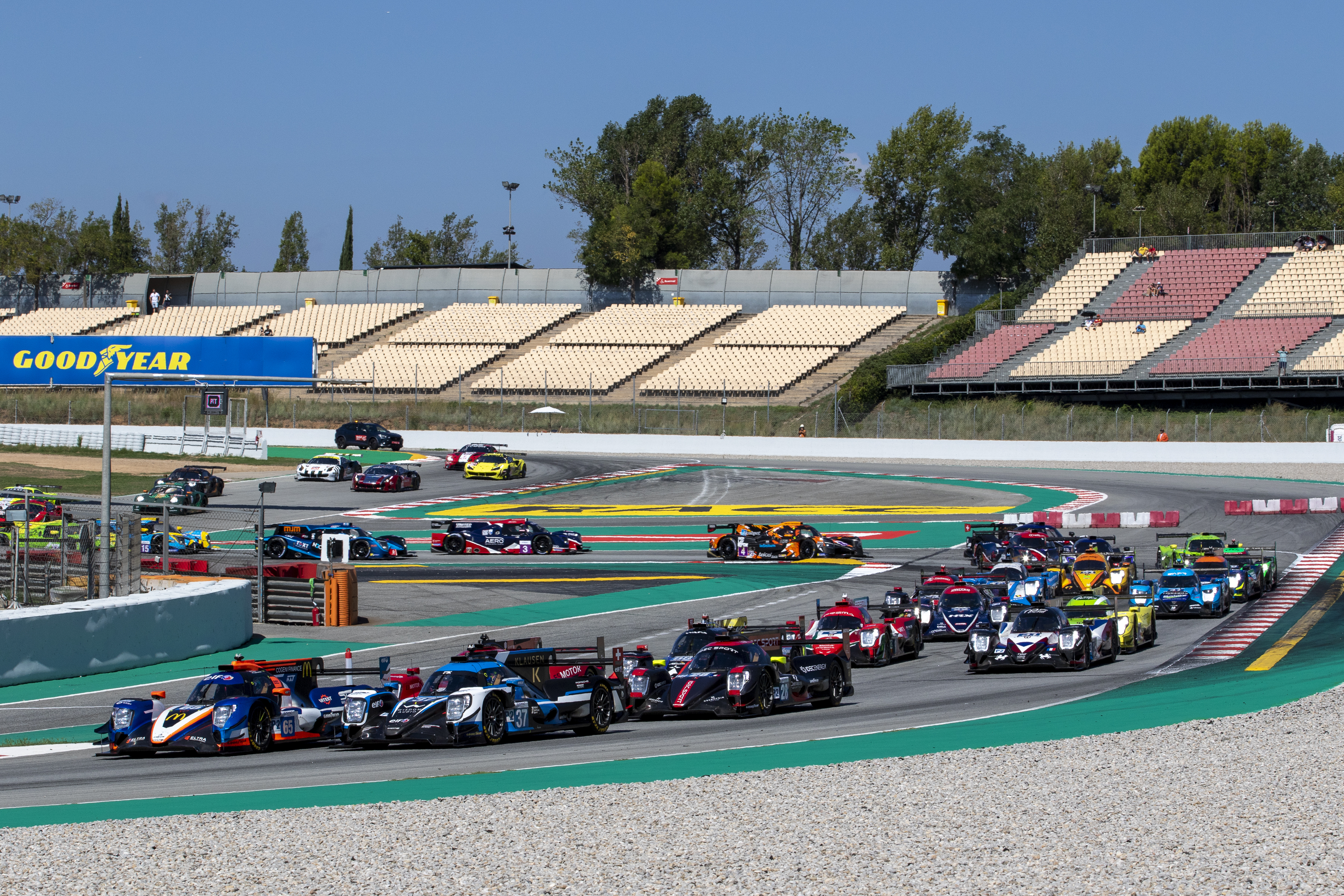
2022年、カタロニア・サーキット

ヨーロピアン・ル・マン・シリーズ（European Le Mans Series、通称：ELMS）は、フランス西部自動車クラブ（ACO）が主催し、ヨーロッパを中心に世界各国を転戦して行われるスポーツカーレースのシリーズ。

## 概要
2004年にル・マン耐久シリーズ（LMES）としてスタートし、2006年からル・マン・シリーズ（LMS）と改称。2012年に現在の名称に改められた。なお、ELMSのシリーズ名は2001年に1年間だけ開催されたレースにて先に用いられていたが、エントリーが少なく1年で消滅している。2003年にル・マン1000kmが単独イベントとして開催され、これがLMESの先駆けとなった。
ル・マン24時間レースを主催するフランス西部自動車クラブ（ACO）のレギュレーションに従って争われる。各クラスのシリーズ上位車にはル・マン24時間レースへの出場権が与えられることもあり、毎レース40台以上を集める盛況なシリーズに発展した。2010年にはインターコンチネンタル・ル・マン・カップ開始へと繋がり、これがFIA 世界耐久選手権（WEC）復活の足がかりとなった。2012年シリーズはトップカデゴリーのWECへの移行と経済低迷に伴いエントラントが減少し、シーズン途中で中止となったものの、その後は世界経済回復と共にエントラントを取り戻している。
発足当初はLMP1、LMP2、LM-GT1、LM-GT2の4クラス制で、WEC発足後の2012年からはLMP2、LMPC、LM-GTE Pro、LM-GTE Am、GTCの5クラス制となったが、統廃合が進み2024年シーズンからはLMP2、LMP3、LMGT3の3クラス制となっている。このうち、LMP3は安価なプロトタイプとして2015年に、LMGT3は2023年限りで廃止されたLMGTEの後継として2024年からそれぞれ導入されたものとなる。
日本勢の参戦は、2016年にLMP2クラスのティリエ・バイ・TDS、2017年にはG-ドライブ・レーシングから平川亮がそれぞれ参戦し、計3勝を挙げている。また2023年にはユナイテッド・オートスポーツから佐藤万璃音が、2024年にはクール・レーシングから宮田莉朋が参戦している。

## 歴代チャンピオン
| 年     | チーム／ドライバー                                                   | チーム／ドライバー                                                   | チーム／ドライバー                                                   | チーム／ドライバー                                                   | チーム／ドライバー                                                             | チーム／ドライバー                                                             |
| 年     | LMP1                                                                 | LMP2                                                                 | LMP2                                                                 | GTS / GT1                                                            | GTS / GT1                                                                      | GT / GT2                                                                       |
| ------ | -------------------------------------------------------------------- | -------------------------------------------------------------------- | -------------------------------------------------------------------- | -------------------------------------------------------------------- | ------------------------------------------------------------------------------ | ------------------------------------------------------------------------------ |
| 2004年 | アウディスポーツ・UK・ヴェロックス                                   | クラージュ・コンペティション                                         | クラージュ・コンペティション                                         | ラルブル・コンペティション                                           | ラルブル・コンペティション                                                     | セバー・オートモーティブ                                                       |
| 2004年 | ジョニー・ハーバート ジェイミー・デーヴィス                          | アレクサンダー・フライ サム・ハンコック                              | アレクサンダー・フライ サム・ハンコック                              | ペドロ・ラミー クリストフ・ブシュー スティーブ・ザッキア             | ペドロ・ラミー クリストフ・ブシュー スティーブ・ザッキア                       | ロマン・ルシノフ                                                               |
| 2005年 | ペスカロロ・スポール                                                 | チェンバレン-シナジー・モータースポーツ                              | チェンバレン-シナジー・モータースポーツ                              | BMS・スクーデリア・イタリア                                          | BMS・スクーデリア・イタリア                                                    | セバー・オートモーティブ                                                       |
| 2005年 | ジャン＝クリストフ・ブイヨン エマニュエル・コラール                  | ガレス・エヴァンズ                                                   | ガレス・エヴァンズ                                                   | ミケーレ・バリタン クリスチャン・ペスカトリ トニ・セイラー           | ミケーレ・バリタン クリスチャン・ペスカトリ トニ・セイラー                     | マルク・リープ ザビエル・ポンピドゥー                                          |
| 2006年 | ペスカロロ・スポール                                                 | バラージ-イプシロン                                                  | バラージ-イプシロン                                                  | アストンマーティン・ラルブル                                         | アストンマーティン・ラルブル                                                   | アウターランド・スポーツ                                                       |
| 2006年 | ジャン＝クリストフ・ブイヨン エマニュエル・コラール                  | ジュアン・バラージ ミカエル・フェルゲルス                            | ジュアン・バラージ ミカエル・フェルゲルス                            | ガブリエレ・ガーデル ペドロ・ラミー ヴィンセント・フォッセ           | ガブリエレ・ガーデル ペドロ・ラミー ヴィンセント・フォッセ                     | ジョエル・カマティアス マルク・リープ                                          |
| 2007年 | チーム・プジョー・トタル                                             | RML                                                                  | RML                                                                  | チーム・オレカ                                                       | チーム・オレカ                                                                 | ヴァーゴ・モータースポーツ                                                     |
| 2007年 | ペドロ・ラミー ステファン・サラザン                                  | トーマス・エルドス マイク・ニュートン                                | トーマス・エルドス マイク・ニュートン                                | ソエイル・アヤリ ステファン・オルテリ                                | ソエイル・アヤリ ステファン・オルテリ                                          | ロブ・ベル                                                                     |
| 2008年 | アウディスポーツ・チーム・ヨースト                                   | ヴァン・メルクティン・モータースポーツ                               | ヴァン・メルクティン・モータースポーツ                               | リュック・アルファン・アベンチャーズ                                 | リュック・アルファン・アベンチャーズ                                           | ヴァーゴ・モータースポーツ                                                     |
| 2008年 | アレクサンドル・プレマ マイク・ロッケンフェラー                      | ヨス・フェルスタッペン                                               | ヨス・フェルスタッペン                                               | パトリス・ゲースラール ギョーム・モロー                              | パトリス・ゲースラール ギョーム・モロー                                        | ロブ・ベル                                                                     |
| 2009年 | アストンマーティン・レーシング                                       | クイフェル・ASM・チーム                                              | クイフェル・ASM・チーム                                              | リュック・アルファン・アベンチャーズ                                 | リュック・アルファン・アベンチャーズ                                           | チーム・フェルバーマイヤー・プロトン                                           |
| 2009年 | トーマス・エンゲ ヤン・チャロウズ シュテファン・ミュッケ             | ミゲル・アマラル オリヴィエ・プラ                                    | ミゲル・アマラル オリヴィエ・プラ                                    | ヤン・クラリー パトリス・ゲースラール                                | ヤン・クラリー パトリス・ゲースラール                                          | マルク・リープ リヒャルト・リーツ                                              |
| 2010年 | LMP1                                                                 | LMP2                                                                 | LMP2                                                                 | FLM                                                                  | GT1                                                                            | GT2                                                                            |
| 2010年 | チーム・オレカ・マットムート                                         | RML                                                                  | RML                                                                  | DAMS                                                                 | ラルブル・コンペティション                                                     | チーム・フェルバーマイヤー・プロトン                                           |
| 2010年 | ステファン・サラザン                                                 | トーマス・エルドス マイク・ニュートン                                | トーマス・エルドス マイク・ニュートン                                | アンドレア・バレーシ ギー・シャランドン                              | ガブリエレ・ガーデル パトリス・ゲースラール                                    | マルク・リープ リヒャルト・リーツ                                              |
| 2011年 | LMP1                                                                 | LMP2                                                                 | LMP2                                                                 | FLM                                                                  | LMGTE Pro                                                                      | LMGTE Am                                                                       |
| 2011年 | レベリオン・レーシング                                               | グリーヴス・モータースポーツ                                         | グリーヴス・モータースポーツ                                         | ペガサス・レーシング                                                 | AFコルセ                                                                       | IMSA・パフォーマンス・マットムート                                             |
| 2011年 | エマニュエル・コラール ジュリアン・ジュース                          | トム・キンバー＝スミス カリム・オジェ                                | トム・キンバー＝スミス カリム・オジェ                                | ジュリアン・シェール ミルコ・シュティス パトリック・シモン           | ジャンマリア・ブルーニ ジャンカルロ・フィジケラ                                | ニコラ・アルミンド レイモンド・ナラック                                        |
| 2012年 | LMP2                                                                 | LMP2                                                                 | LMPC                                                                 | LMPC                                                                 | LMGTE Pro                                                                      | LMGTE Am                                                                       |
| 2012年 | ティリエ・バイ・TDSレーシング                                        | ティリエ・バイ・TDSレーシング                                        | ブーツェン・ジニオン・レーシング                                     | ブーツェン・ジニオン・レーシング                                     | JMW・モータースポーツ                                                          | IMSA・パフォーマンス・マットムート                                             |
| 2012年 | マティアス・ベシェ ピエール・ティリエ                                | マティアス・ベシェ ピエール・ティリエ                                | ジョン・ハーツホーン                                                 | ジョン・ハーツホーン                                                 | ジョニー・コッカー                                                             | ニコラ・アルミンド レイモンド・ナラック アンソニー・ポンス                     |
| 2013年 | LMP2                                                                 | LMP2                                                                 | LMPC                                                                 | LMPC                                                                 | LMGTE                                                                          | GTC                                                                            |
| 2013年 | シグナテック・アルピーヌ                                             | シグナテック・アルピーヌ                                             | チーム・エンデュランス・チャレンジ                                   | チーム・エンデュランス・チャレンジ                                   | ラム・レーシング                                                               | SMPレーシング                                                                  |
| 2013年 | ネルソン・パンシアティッシ ピエール・ラグ                            | ネルソン・パンシアティッシ ピエール・ラグ                            | ポール＝ルー・シャタン ガリー・ヒルシュ                              | ポール＝ルー・シャタン ガリー・ヒルシュ                              | ジョニー・モウレム マット・グリフィン                                          | ファビオ・バビーニ キリル・レディギン ヴィクトル・シャイタル                   |
| 2014年 | LMP2                                                                 | LMP2                                                                 |                                                                      |                                                                      | LMGTE                                                                          | GTC                                                                            |
| 2014年 | シグナテック・アルピーヌ                                             | シグナテック・アルピーヌ                                             | SMPレーシング                                                        | SMPレーシング                                                        |                                                                                |                                                                                |
| 2014年 | ポール＝ルー・シャタン ネルソン・パンシアティッシ オリバー・ウェブ   | ポール＝ルー・シャタン ネルソン・パンシアティッシ オリバー・ウェブ   | アンドレア・ベルトリーニ ヴィクトル・シャイタル セルゲイ・ズロービン | オリビエ・ベレッタ アントン・ラディギン デヴィ・マルコゾフ           |                                                                                |                                                                                |
| 2015年 | LMP2                                                                 | LMP2                                                                 | LMP3                                                                 | LMP3                                                                 | LMGTE                                                                          | GTC                                                                            |
| 2015年 | グリーヴス・モータースポーツ                                         | グリーヴス・モータースポーツ                                         | チーム・LNT                                                          | チーム・LNT                                                          | フォーミュラ・レーシング                                                       | TDSレーシング                                                                  |
| 2015年 | ガリー・ヒルシュ ビヨン・ビルドハイム ジョン・ランカスター           | ガリー・ヒルシュ ビヨン・ビルドハイム ジョン・ランカスター           | クリス・ホイ チャーリー・ロバートソン                                | クリス・ホイ チャーリー・ロバートソン                                | ジョニー・ラウルセン ミッケル・マック アンドレア・リツォーリ                   | エリック・デルモン ディーノ・ルナルディ フランク・ペレーラ                     |
| 2016年 | LMP2                                                                 | LMP2                                                                 | LMP3                                                                 | LMP3                                                                 | LMGTE                                                                          | LMGTE                                                                          |
| 2016年 | G-ドライブ・レーシング                                               | G-ドライブ・レーシング                                               | ユナイテッド・オートスポーツ                                         | ユナイテッド・オートスポーツ                                         | アストンマーティン・レーシング                                                 | アストンマーティン・レーシング                                                 |
| 2016年 | サイモン・ドゥーラン ハリー・ティンクネル ギド・ヴァン・デル・ガルデ | サイモン・ドゥーラン ハリー・ティンクネル ギド・ヴァン・デル・ガルデ | アレックス・ブランドル クリスティアン・イングランド マイク・グアスク | アレックス・ブランドル クリスティアン・イングランド マイク・グアスク | アンドリュー・ハワード アレックス・マクダウォール ダレン・ターナー             | アンドリュー・ハワード アレックス・マクダウォール ダレン・ターナー             |
| 2017年 | G-ドライブ・レーシング                                               | G-ドライブ・レーシング                                               | ユナイテッド・オートスポーツ                                         | ユナイテッド・オートスポーツ                                         | JMW・モータースポーツ                                                          | JMW・モータースポーツ                                                          |
| 2017年 | メモ・ロハス レオ・ルーセル                                          | メモ・ロハス レオ・ルーセル                                          | ジョン・ファルブ ショーン・レイホール                                | ジョン・ファルブ ショーン・レイホール                                | ジョディ・ファニン ロバート・スミス                                            | ジョディ・ファニン ロバート・スミス                                            |
| 2018年 | G-ドライブ・レーシング                                               | G-ドライブ・レーシング                                               | RLR・Mスポーツ                                                       | RLR・Mスポーツ                                                       | プロトン・コンペティション                                                     | プロトン・コンペティション                                                     |
| 2018年 | アンドレア・ピッツィトーラ ロマン・ルシノフ                          | アンドレア・ピッツィトーラ ロマン・ルシノフ                          | ジョン・ファラノ ロブ・ガロフォール ジョブ・ヴァン・ウィタート       | ジョン・ファラノ ロブ・ガロフォール ジョブ・ヴァン・ウィタート       | ジャンルカ・ローダ ジョルジオ・ローダ                                          | ジャンルカ・ローダ ジョルジオ・ローダ                                          |
| 2019年 | IDECスポーツ                                                         | IDECスポーツ                                                         | ユーロインターナショナル                                             | ユーロインターナショナル                                             | ルジッチ・レーシング                                                           | ルジッチ・レーシング                                                           |
| 2019年 | メモ・ロハス ポール・ラファルグ ポール＝ルー・シャタン               | メモ・ロハス ポール・ラファルグ ポール＝ルー・シャタン               | ミッケル・イェンセン イェンス・ペーターソン                          | ミッケル・イェンセン イェンス・ペーターソン                          | ファビアン・ラベルニュ ニクラス・ニールセン アレッサンドロ・ピエール・グイディ | ファビアン・ラベルニュ ニクラス・ニールセン アレッサンドロ・ピエール・グイディ |
| 2020年 | ユナイテッド・オートスポーツ                                         | ユナイテッド・オートスポーツ                                         | ユナイテッド・オートスポーツ                                         | ユナイテッド・オートスポーツ                                         | プロトン・コンペティション                                                     | プロトン・コンペティション                                                     |
| 2020年 | フェリペ・アルブケルケ フィリップ・ハンソン                          | フェリペ・アルブケルケ フィリップ・ハンソン                          | ロバート・ウェルドン ウェイン・ボイド トム・ギャンブル               | ロバート・ウェルドン ウェイン・ボイド トム・ギャンブル               | アレッシオ・ピカリエッロ ミケーレ・ベレッタ クリスチャン・リード               | アレッシオ・ピカリエッロ ミケーレ・ベレッタ クリスチャン・リード               |
| 2021年 | LMP2                                                                 | LMP2                                                                 | LMP2 Pro-Am                                                          | LMP3                                                                 | LMGTE                                                                          | LMGTE                                                                          |
| 2021年 | チーム・WRT                                                          | チーム・WRT                                                          | G-ドライブ・レーシング                                               | DKRエンジニアリング                                                  | アイロン・リンクス                                                             | アイロン・リンクス                                                             |
| 2021年 | ルイ・デレトラズ ロバート・クビサ イェ・イーフェイ                   | ルイ・デレトラズ ロバート・クビサ イェ・イーフェイ                   | ジョン・ファルブ ルイ・アンドラーデ                                  | ローレンス・ホール                                                   | マッテオ・クレッソーニ リノ・マストロナルディ ミゲル・モリーナ                 | マッテオ・クレッソーニ リノ・マストロナルディ ミゲル・モリーナ                 |
| 2022年 | プレマ・レーシング                                                   | プレマ・レーシング                                                   | レーシング・チーム・ターキー                                         | クール・レーシング                                                   | プロトン・コンペティション                                                     | プロトン・コンペティション                                                     |
| 2022年 | ルイ・デレトラズ フェルディナント・ハプスブルク                      | ルイ・デレトラズ フェルディナント・ハプスブルク                      | チャーリー・イーストウッド サリー・ヨルク                            | マイク・ベンハム マルテ・ヤコブセン モーリス・スミス                 | ジャンマリア・ブルーニ ロレンツォ・フェラーリ クリスチャン・リード             | ジャンマリア・ブルーニ ロレンツォ・フェラーリ クリスチャン・リード             |
| 2023年 | アルガルヴェ・プロ・レーシング                                       | アルガルヴェ・プロ・レーシング                                       | AFコルセ                                                             | クール・レーシング                                                   | プロトン・コンペティション                                                     | プロトン・コンペティション                                                     |
| 2023年 | ジェームス・アレン アレックス・リン キフィン・シンプソン             | ジェームス・アレン アレックス・リン キフィン・シンプソン             | フランソワ・ペロード マシュー・バキシビエール                        | エイドリアン・チラ アレッハンドロ・ガルシア マルコス・シーベルト     | ライアン・ハードウィック ザカリー・ロビション アレッシオ・ピカリエッロ         | ライアン・ハードウィック ザカリー・ロビション アレッシオ・ピカリエッロ         |